# طلبات السيارة

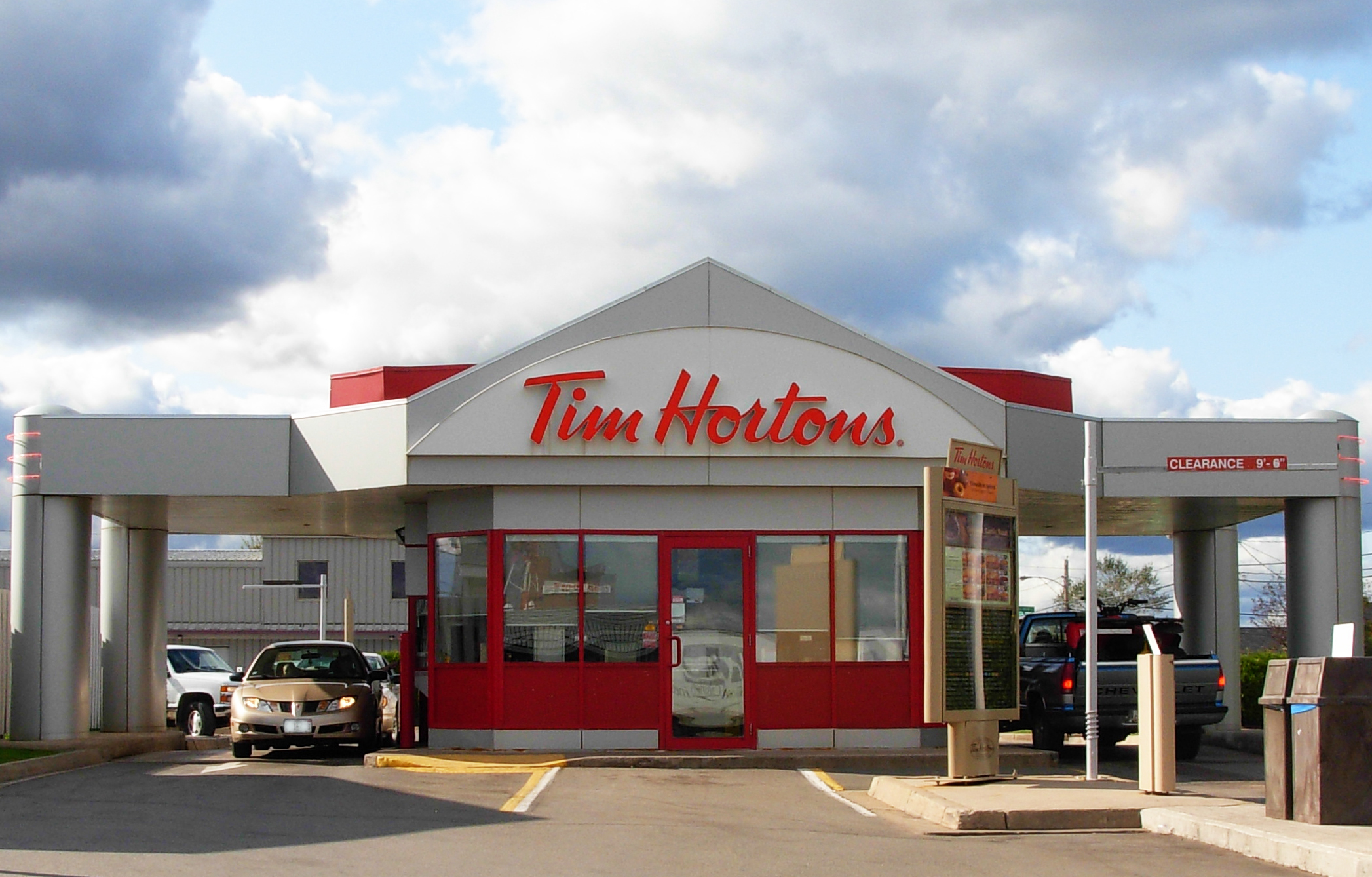
طلبات السيارة لتيم هورتونز تقع في مونكتون، نيو برونزويك، كندا

طلبات السيارة، خدمة تقدمها بعض المتاجر تتيح للعملاء شراء المنتجات دون مغادرة سياراتهم.

## التاريخ
كان رائد هذه الفكرة جوردن مارتن في الولايات المتحدة في الثلاثينيات وبدأت تتوسع بالانتشار في الدول الأخرى. وكان أول استخدام مسجل من قبل بنك قام باستخدام محرك نافذته تصل للصراف وهو البنك الوطني في سانت لويس، ميزوري من عام 1930. وكان الصراف فقط يسمح بالودائع في تلك الفترة.